# Bertilo Wennergren

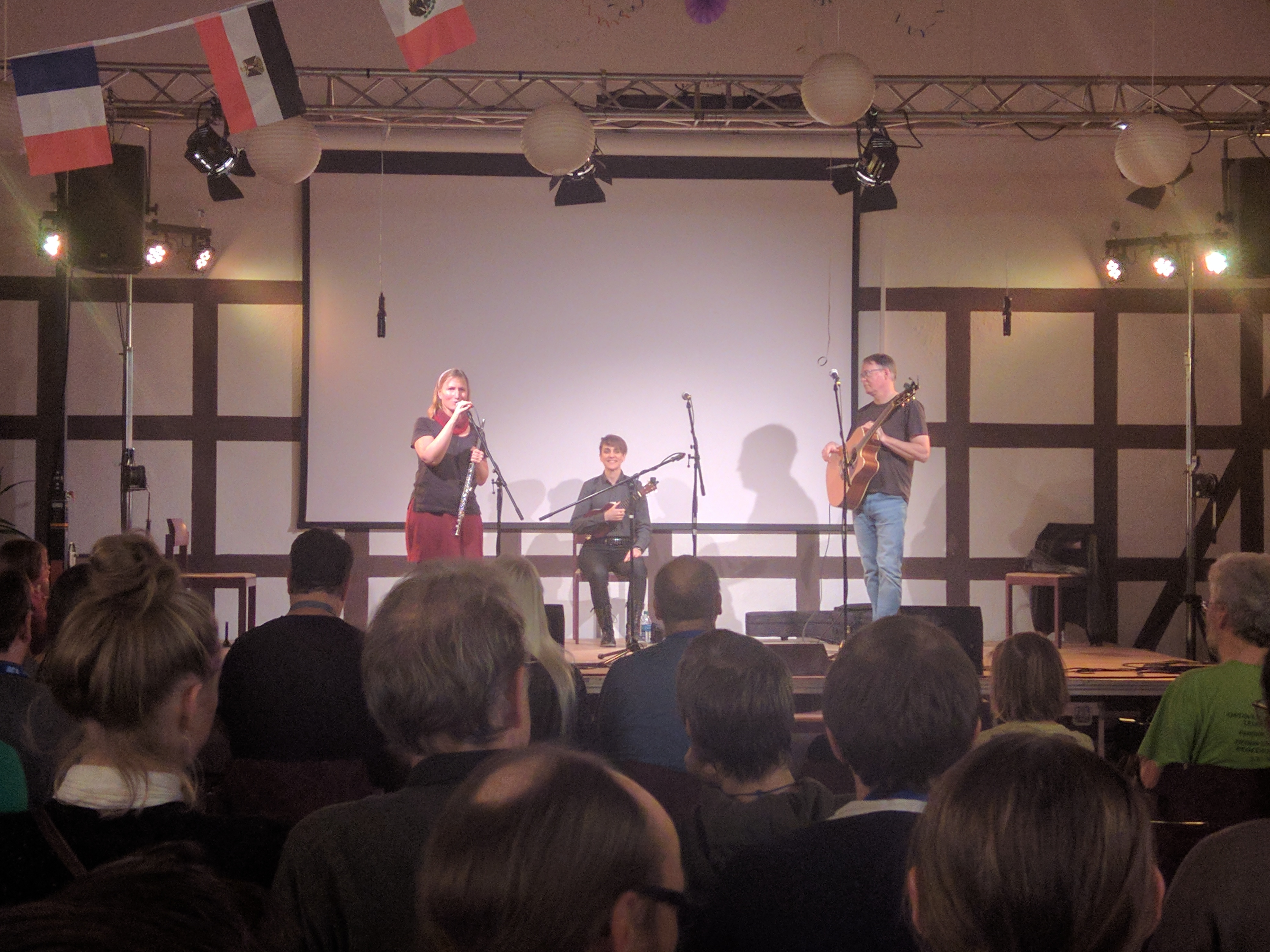
Concert de Birke Dockhorn, Alena Adler i Bertilo Wennergren amb motiu de l'esdeveniment JES 2018-2019.

Bertilo Wennergren (Suècia, 4 d'octubre de 1956) és un lingüista, músic i esperantista suec, editor dels dos llibres de referència més importants de consultes lingüístiques sobre l'esperanto (Plena Manlibro de Esperanta Gramatiko i Plena Ilustrita Vortaro). Wennergren, forma part de l'Acadèmia d'Esperanto des del 2001, on ha estat director de les seccions «Gramàtica» i «Diccionari universal». D'altra banda, Wennergren ha desenvolupat una carrera en paral·lel com a músic, primer com a baterista del grup Amplifiki i més tard com a membre del grup de música rock Persone, gravant diversos àlbums i oferint concerts en esdeveniments esperantistes.

## Obra
El seu treball més conegut és l'obra anomenada Plena Manlibro de Esperanta Gramatiko (‘Manual complet de gramàtica esperantista’) o PMEG, on s'exploren les complexitats de la gramàtica esperantista i el seu ús. PMEG és l'obra de referència per a la gramàtica descriptiva de l'esperanto. El 1995, es va publicar per primera vegada a Internet, edició en línia que, en el 2020, arribaria a la seva 15a versió. El 2005, PMEG es va publicar en format paper, amb una segona edició el 2020 de 750 pàgines.
La gramàtica detallada de Lernu!, portal multilingüe per a l'aprenentatge de l'esperanto, és una versió reduïda de la Plena Manlibro de Esperanta Gramatiko, l'autoria de la qual correspon al mateix Wennergren, qui va formar part de l'equip de Lernu!.
Wennergren també és el responsable del lloc web Tekstaro, que permet fer cerques en una extensa col·lecció de textos literaris i de premsa amb més de 10 milions de paraules, una eina important per a l'anàlisi de l'ús real de l'esperanto i el seu desenvolupament.
Pel que fa als diccionaris, Wennergren va iniciar i signar la novena addenda oficial a l'Universala Vortaro (‘Diccionari universal’) el 2007, i el 2020 va assumir la responsabilitat de la versió en línia, així com de les properes edicions en paper a partir d'aquella data, del Plena Ilustrita Vortaro, el diccionari monolingüe més complet d’esperanto, elaborat per un ampli equip d’esperantòlegs i experts.

### Altres publicacions en suec
- Wennergren, Bertil. Offentlig förvaltning i arbete : Om verksamheten och ärendehandläggningen i stat och kommun. 3., [rev.] uppl.  Stockholm: Norstedt, 2008. ISBN 978-91-39-10975-4.
- Wennergren, Bertil. Förvaltningsprocesslagen m. m. : en kommentar. 5. uppl.  Stockholm: Norstedts juridik, 2005. ISBN 91-39-01146-1.
- Wennergren, Bertil. Bertil Wennergrens nya esperantokompendium.. [4. uppl.].  Malmö: Esperantoförl, 1990 ;. ISBN 91-85288-18-7.
- Wennergren, Bertil. Förvaltningsprocesslagen m. m. : en kommentar. 4. uppl.  Stockholm: Norstedts Juridik, 2001. ISBN 91-39-00682-4.
- Wennergren, Bertil. Offentlig förvaltning i arbete : om verksamheten och ärendehandläggningen i stat och kommun. 2. [rev.] uppl.  Stockholm: Norstedts juridik, 2004. ISBN 91-39-10564-4.
- Wennergren, Bertil. Offentlig förvaltning i arbete : om verksamheten och ärendehandläggningen i stat och kommun. Uppl. 1.  Stockholm: Norstedts juridik, 2000. ISBN 91-39-10374-9.

### Altres publicacions en esperanto
- Esperantokompendium : [uttal, grammatik, ordbildning, basordförrad]. 3. uppl.  Stockholm: La Ranetoj, 1984. ISBN 91-970515-1-9.

## Premis i reconeixements
El 2006 va ser elegit «esperantista de l'any», per la seva obra Plena Manlibro de Esperanta Gramatiko, un reconeixement que atorga la revista La Ondo de Esperanto. El 2020, va rebre el Premi Antoni Grabowski, que atorga la Fundació Antoni Grabowski (FAG), per les seves destacades contribucions a l'esperantologia.